# Пастка для самотнього чоловіка
Пастка для самотнього чоловіка (рос. Ловушка для одинокого мужчины) — радянський художній фільм режисера Олексія Корєнєва. Комедійний детектив за мотивами однойменної п'єси Робера Тома.

## Сюжет
Даніель Корбан звертається до комісара поліції з приводу зникнення своєї дружини Елізабет. Через кілька днів мадам Корбан повертається додому в супроводі місцевого кюре. Але приголомшений її появою Даніель не бажає визнавати в ній свою законну дружину, вважаючи цю жінку самозванкою, яка претендує на його стан. Ніхто не може підтвердити слова Даніеля — обвінчалися вони недавно і у відокремленому містечку. Несподівано з'являється художник що спився на прізвисько папаша Мерлуш, колишній випадковий свідок на весіллі Даніеля і Елізабет.

## У ролях
| Актор                    | Роль                                              |
| ------------------------ | ------------------------------------------------- |
| Микола Караченцов        | Даніель Корбан                                    |
| Юрій Яковлєв             | комісар поліції                                   |
| Ірина Шмельова           | Флоранс                                           |
| Веніамін Смехов          | Максімен, лже-кюре                                |
| Інокентій Смоктуновський | художник Поль Брисарр на привізькою папаша Мерлуш |
| Олена Корєнєва           | лікар Ивон Берто                                  |
| Сергій Мигицко           | поліцейський Жан                                  |

## Знімальна група
- Сценарій: Олексій Корєнєв
- Режисер: Олексій Корєнєв
- Композитор: Максим Дунаєвський
- Оператор: Анатолій Мукасей
- Художник: Борис Комяков